# Yumi Matsuzawa
Yumi Matsuzawa (松澤 由美, Matsuzawa Yumi, n. 29 de Março de 1974 em Saitama) é uma cantora japonesa. Ela esteve no Brasil em Julho de 2006 para participar do Anime Friends na cidade de São Paulo e em julho de 2008 esteve em Fortaleza, participando do SANA. Em Janeiro de 2011, ela esteve em Recife, no SuperCon.

## Saint Seiya (Os Cavaleiros do Zodíaco)
É ela quem canta os temas de abertura e encerramento da "Fase Santuário" da "Saga de Hades" de Saint Seiya (Os Cavaleiros do Zodíaco): "Chikyuugi e Kimi To Onaji Aozora"; e o encerramento da "Fase Inferno" da "Saga de Hades" de Saint Seiya: "My Dear".

## Outros Animes
Yumi Matsuzawa também canta temas a abertura, encerramento do filme e mais alguns insert songs do anime Nadesico, abertura de Bucky, abertura e 2º encerramento de Gate Keepers e a abertura de Salaryman Kintaro.

## Dublagem
Yumi Matsuzawa dublou a personagem Jyunko em Nadesico.